# NGC 644
NGC 644 è una vasta galassia a spirale barrata situata nella costellazione della Fenice, a una distanza di circa 291 milioni di anni luce dalla nostra Via Lattea.

## Scoperta
La galassia è stata scoperta il 5 settembre 1834 dall'astronomo britannico John Herschel.

## Descrizione
NGC 644 ha una classe di luminosità III. Potrebbe formare una coppia di galassie interagenti con NGC 641.

## Supernove
All'interno della galassia sono state osservate due supernove.

Il 21 novembre 2011 l'astronomo amatoriale neozelandese Stu Parker ha scoperto la supernova SN 2011gm, classificata di tipo Ia.

La supernova SN 2018cmj, classificata di tipo II, è stata scoperta il 13 giugno 2018 dal team ASAS.